# CTSL
CTSL (англ. Cathepsin L) – білок, який кодується однойменним геном, розташованим у людей на короткому плечі 9-ї хромосоми. Довжина поліпептидного ланцюга білка становить 333 амінокислот, а молекулярна маса — 37 564.
| 10         |  | 20         |  | 30         |  | 40         |  | 50         |
| ---------- |  | ---------- |  | ---------- |  | ---------- |  | ---------- |
| MNPTLILAAF |  | CLGIASATLT |  | FDHSLEAQWT |  | KWKAMHNRLY |  | GMNEEGWRRA |
| VWEKNMKMIE |  | LHNQEYREGK |  | HSFTMAMNAF |  | GDMTSEEFRQ |  | VMNGFQNRKP |
| RKGKVFQEPL |  | FYEAPRSVDW |  | REKGYVTPVK |  | NQGQCGSCWA |  | FSATGALEGQ |
| MFRKTGRLIS |  | LSEQNLVDCS |  | GPQGNEGCNG |  | GLMDYAFQYV |  | QDNGGLDSEE |
| SYPYEATEES |  | CKYNPKYSVA |  | NDTGFVDIPK |  | QEKALMKAVA |  | TVGPISVAID |
| AGHESFLFYK |  | EGIYFEPDCS |  | SEDMDHGVLV |  | VGYGFESTES |  | DNNKYWLVKN |
| SWGEEWGMGG |  | YVKMAKDRRN |  | HCGIASAASY |  | PTV        |  |            |

A: Аланін

C: Цистеїн

D: Аспарагінова кислота

E: Глутамінова кислота

F: Фенілаланін

G: Гліцин

H: Гістидин

I: Ізолейцин

K: Лізин

L: Лейцин

M: Метіонін

N: Аспарагін

P: Пролін

Q: Глутамін

R: Аргінін

S: Серин

T: Треонін

V: Валін

W: Триптофан

Кодований геном білок за функціями належить до гідролаз, протеаз, тіолових протеаз. 
Локалізований у лізосомі.